# Nicolai Christian Bing
Nicolai Christian Bing, född den 19 mars 1835, död den 10 april 1899, var en norsk ingenjör, sonson till Lars Hess Bing.
Bing, som utbildat sig i Hannover, grundlade 1870 Bings bjergnings- og dykkerkompagni, det första större företaget av sitt slag i Norge och av stor betydelse för utvecklingen av norskt bärgningsväsende, bland annat genom att utbilda en större stab av norska dykare.
Den av Bing startade verksamheten ombildades 1892 till A/S Det norske Bjergnings- og Dykkerkompagni, som 1908 uppgick i A/S Moss Værft-, Bjergnings- og Dykker-Co i Moss, vars dykaravdelning från 1912 sammanslogs med Salvator, Vestenfjeldske Bjergnings- og Dykkerselskab i Bergen och Nordenfjeldske Dykkerselskab i Trondheim, till Norsk Bjergningskompagni med huvudkontor i Kristiania och avdelningskontor i Moss, Bergen och Trondheim.